# Federația Română de Minifotbal
Federația Română de Minifotbal (acronim FRM) este organismul oficial care coordonează și dezvoltă minifotbalul⁠(d) în România. Înființată pentru a organiza competițiile naționale și a reprezenta țara la nivel internațional, FRM gestionează campionatele⁠(d) locale, regionale și naționale, promovând acest sport în rândul amatorilor. România este una dintre cele mai de succes națiuni în minifotbal, obținând multiple titluri europene și mondiale. Federația colaborează cu structuri internaționale precum European Minifootball Federation⁠(d) (EMF) și World Minifootball Federation⁠(d) (WMF), având un rol activ în dezvoltarea acestui sport la nivel global.